# Queen's Island F.C.
Queen's Island Football Club var en fodboldklub i Belfast, Nordirland, som eksisterede fra 1881 til 1960'erne. Klubben vandt Irish League i sæsonen 1923-24 og Irish Cup i 1882 og 1924.
Klubben var blandt de første i Irland og vandt den blot anden udgave af Irish Cup i 1882 og nåede semifinalen året efter. Queen's Island blev valgt ind i Irish League i 1921, hvor den tilbragte otte sæsoner efter tidligere at have spillet i Irish Intermediate League. Højdepunktet kom i sæsonen 1923-24, hvor klubben vandt det nordirske mesterskab, men derudover blev det også til tre andenpladser. I 1928-29 endte klubben sidst i Irish League og blev ikke genvalgt til ligaen den følgende sæson, hvor Derry City FC erstattede Queen's Island FC.
Queen's Island fortsatte i stedet i lavere rangerede ligaer, såsom Irish Football Alliance, og fortsatte med at spille kampe indtil 1960'erne. I Irish Football Alliance spillede holdet hjemmekampe på Skegoneill avenue, hvor også Brantwood FC hørte til.

## Irish League

### Hjemmebaner
I perioden, hvor klubben spillede i Irish League, havde Queen's Island tre hjemmebaner:
- Ulster Cricket Club, Ballynafeigh (1921-22)
- The Oval (1922-23, delt med Glentoran FC)
- Pirrie Park (1923-29)

### Statistik
| Sæson   | Plac. | K  | V  | U | T  | M+ | M−  | M±  | Point |
| ------- | ----- | -- | -- | - | -- | -- | --- | --- | ----- |
| 1921-22 | 5     | 10 | 3  | 2 | 5  | 9  | 16  | −7  | 8     |
| 1922-23 | 2     | 10 | 5  | 2 | 3  | 17 | 21  | −4  | 12    |
| 1923-24 | 1     | 18 | 12 | 4 | 2  | 48 | 18  | +30 | 26    |
| 1924-25 | 2     | 22 | 13 | 6 | 3  | 48 | 23  | +25 | 32    |
| 1925-26 | 6     | 22 | 9  | 5 | 8  | 42 | 37  | + 5 | 23    |
| 1926-27 | 2     | 22 | 12 | 6 | 4  | 46 | 34  | +12 | 30    |
| 1927-28 | 12    | 26 | 5  | 7 | 14 | 46 | 70  | −24 | 17    |
| 1928-29 | 14    | 26 | 2  | 3 | 21 | 53 | 130 | −77 | 7     |

## Titler

### Senior-titler
- Irish League: 1
  - 1923-24
- Irish Cup: 2
  - 1881-82, 1923–24
- County Antrim Shield: 1
  - 1923-24
- City Cup: 3
  - 1922-23, 1923–24, 1924–25

### Intermediate-titler
- Irish Intermediate Cup: 1
  - 1921-22

## Landsholdsspillere
Fem Queen's Island-spillere spillede landskampe for Irland (med antallet af landskampe i parentes):.
- Tom Cowan (1, som Queen's Island-spiller)
- Thomas "Tucker" Croft (3, alle 3 som Queen's Island-spiller)
- Joe Gowdy (6, heraf 1 som Queen's Island-spiller)
- Bert Mehaffy (1, som Queen's Island-spiller)
- John Gough (1, som Queen's Island-spiller)